# Josefina García Fajardo
Josefina García Fajardo es una lingüista y profesora universitaria mexicana. Su campo de especialidad es la semántica oracional, con detalle en la semántica de los determinantes y de la frase nominal, así como en las categorías de modalidad y aspecto en la frase verbal.

## Biografía
Entre 1968 y 1972 estudió la licenciatura en Lengua y Literaturas Hispánicas en la Universidad Iberoamericana de la Ciudad de México. Posteriormente, se incorporó como ayudante y colaboradora del Atlas lingüístico de México (1972-1975), dirigido por Juan M. Lope Blanch en El Colegio de México.: 130–131  Continuó sus estudios de posgrado durante la década de los años 70, primero cursando el doctorado en Lingüística Hispánica en El Colegio de México (1975-1978) y después una especialidad en semántica formal en la Universidad de Massachusetts (1979-1980). De regreso en México, trabajó como investigadora del Instituto Nacional de Antropología e Historia (1980-1989) y en 1989 ingresó a la planta docente del Centro de Estudios Lingüísticos y Literarios (CELL) de El Colegio de México. Actualmente es profesora-investigadora del CELL de El Colegio de México y forma parte del Seminario de Semántica y Sintaxis de esta misma institución.

## Obra
Como colaboradora del Atlas lingüístico de México, realizó trabajo de campo en la península de Yucatán: 84  y se dedicó al estudio del español hablado en la localidad de Valladolid, tema de su tesis de licenciatura.: 85–86  En esta investigación, publicada en 1984 por el Instituto de Investigaciones Filológicas de la UNAM, dio cuenta de la fonética de esta variedad dialectal, caracterizada por el contacto lingüístico con el maya yucateco.
Ya como estudiante de doctorado en El Colegio de México, cobró interés por la gramática generativa: 13  y la gramática de Montague, la cual incorporaría más tarde a su propia teoría semántica.: 215–216  En 1984 defendió su tesis doctoral, El sentido de los sintagmas nominales y los tipos de predicación (1984), en la que siguió la línea de la semántica formal de Barbara Partee. Posteriormente, como investigadora en el INAH y en el CELL, trabajó en una teoría de la modalidad y discutió el papel del discurso en una teoría del significado.: 216 

## Premios y reconocimientos
En 2010 recibió el Premio Wigberto Jiménez Moreno en la categoría de "Premio a la mejor investigación", por su libro Semántica de la oración: Instrumentos para su análisis (2009).

## Publicaciones selectas

### Artículos
- García Fajardo, Josefina (2017). «La noción de "cauce temporal" en el surgimiento del valor de "pasado cercano" con la forma verbal "he amado"». Nueva Revista de Filología Hispánica 65 (2). doi:10.24201/nrfh.v65i2.3100.
- Vázquez-Rojas Maldonado, Violeta; García Fajardo, Josefina; Gutiérrez Bravo, Rodrigo; Pozas Loyo, Julia (2018). «The definite article in Yucatec Maya: The case of Le … O’». International Journal of American Linguistics 84 (2). doi:10.1086/696197.
- García Fajardo, Josefina (2018). «"Un cierto": similitud y contraste con "cierto"». Verba: Anuario galego de filoloxía 45. doi:10.15304/verba.45.3574.

### Capítulos  de libros
- García Fajardo, Josefina (1997). «Modalidad: hacia un marco de análisis».  En Barriga Villanueva, Rebeca; Martín Butragueño, Pedro, eds. Varia lingüística y literaria: 50 años del CELL I. México: El Colegio de México, Centro de Estudios Lingüísticos y Literarios. pp. 193-210.
- García Fajardo, Josefina (2006). «Los demostrativos: Funciones y valores referenciales».  En Company, Concepción, ed. Sintaxis histórica de la lengua española. Vol. 2, Tomo 1. México: Fondo de Cultura Económica. pp. 465-608. ISBN 968-16-7737-4.

### Libros
- García Fajardo, Josefina (1984). Fonética del español de Valladolid, Yucatán. Publicaciones del Centro de Lingüística Hispánica (21). México: Universidad Nacional Autónoma de México, Instituto de Investigaciones Filológicas. ISBN 968-837-153-X.
- García Fajardo, Josefina (1985). El sentido de los sintagmas nominales y los tipos de predicación. Colección Científica. México: Instituto Nacional de Antropología e Historia. ISBN 968-6038-05-1.
- García Fajardo, Josefina (1989). Un estudio del significado: Presupuestos, principios y desarrollo. Serie Lingüística. México: Instituto Nacional de Antropología e Historia. ISBN 9686068686.

- García Fajardo, Josefina (1996). De los sonidos a los sentidos: Introducción al lenguaje. México: Trillas. ISBN 9682453372. (2a. ed. 2009)

- García Fajardo, Josefina (2009). Semántica de la oración: Instrumentos para su análisis. Estudios de Lingüística (2). México: El Colegio de México, Centro de Estudios Lingüísticos y Literarios. ISBN 9786074620207. (2a. ed. 2016)

### Tesis
- García Fajardo, Josefina (1976). Fonética del español hablado en Valladolid, Yucatán (Tesis de licenciatura). México: Universidad Iberoamericana.
- García Fajardo, Josefina (1984). El sentido de los sintagmas nominales y los tipos de predicación (Tesis de doctorado). México: El Colegio de México.